# The Way I Am
The Way I Am (с англ. — «Я такой») — сингл Эминема, выпущенный в 2000 году. Является вторым синглом из второго альбома Эминема, The Marshall Mathers LP. В 2005 году вошёл в лучшие хиты Эминема, Curtain Call: The Hits. По традиции многих последующих синглов Эминема, «The Way I Am» имеет более тёмное звучание, чем главный сингл The Real Slim Shady. Песня стала 35-й лучшей песней по версии журнала Complex.

## Информация
«The Way I Am» является первой песней Эминема, в которой бит создан самим рэпером. Здесь используется зловещий бас, колокольный звон и фортепиано. Здесь Эминем высказывается про людей, которые оказывают большое давление на него, поклонников, которые не дают ему спокойной жизни, а также на руководителей записи, которые требуют от Эминема успешный хит наподобие My Name Is. Эминем высказывается о них очень агрессивно, крича на них. Также был записан ремикс в жанре рэп-рок при участии Мэрилина Мэнсоном, который поёт припев.
Песня достигла 8-й строчки в Британском чарте синглов, в то время как она не попала в 50-ку синглов в США. В 2005 году The Way I Am вошёл в лучшие хиты Эминема, Curtain Call: The Hits.
«The Way I Am» получил золотой статус в Швеции, разойдясь тиражом в 10,000 копий. В 2008 году Эминем выпустил автобиографию под названием «The Way I Am».

## Музыкальное видео
Клип начинается с инструментальной версии песни Kim, части скита «Steve Berman». В клипе Эминем, вдохновлённый фильмом братьев Коэнов «Подручный Хадсакера», прыгает в окно, также, как и герой того фильма. В качестве камео появляется Мэрилин Мэнсон. Во время падения Эминема появляются флешбеки, в которых показывается его семья, поклонники, которые просят у него автограф, дом, в котором он вырос, также дом изображён на обложке «The Marshall Mathers LP» и другое. В конце видео рэпер падает на землю, имеющую форму гигантского матраца. Видео является 19-м лучшим музыкальным видео по версии журнала «Complex».. На видео мало света, это показывает темноту в душе Эминема и злобу.

## Музыка и текст
Вся песня, за исключением припева, записана в тематике «anapestic tetrameter». Припев аналогичен припеву Ракима из дебютного альбома дуэта Eric B. & Rakim под названием «As the Rhyme Goes On». Припев гласит "«I’m the R, the A, to the K, I M--if I wasn’t, then why would I say I am?». Раким подписал контракт с Aftermath незадолго до выпуска «The Marshall Mathers LP», в который и вошёл «The Way I Am».

## Список композиций
CD single
| №  | Название                  | Автор(ы)                              | Продюсер              | Длительность |
| -- | ------------------------- | ------------------------------------- | --------------------- | ------------ |
| 1. | «The Way I Am»            | A. Young, M. Mathers                  | Eminem                | 4:53         |
| 2. | «Kids (unedited version)» | M. Mathers, J. Bass, M. Bass, S. King | Bass Brothers, Eminem | 5:07         |
| 3. | «97 Bonnie & Clyde»       | M. Mathers, Bass Brothers             | Bass Brothers, Eminem | 5:17         |
| 4. | «Steve Berman (skit)»     |                                       |                       | 0:56         |

## Чарты
| Чарт (2000)                          | Высшая позиция |
| ------------------------------------ | -------------- |
| Australian Singles Chart             | 34             |
| Austrian Singles Chart               | 11             |
| Belgian Singles Chart (Flanders)     | 16             |
| Belgian Singles Chart (Wallonia)     | 9              |
| Danish Singles Chart                 | 17             |
| Dutch Top 40                         | 10             |
| Finnish Singles Chart                | 8              |
| German Singles Chart                 | 19             |
| Irish Singles Chart                  | 4              |
| Swedish Singles Chart                | 6              |
| Swiss Singles Chart                  | 19             |
| UK Singles Chart                     | 8              |
| U.S. Billboard Hot 100               | 58             |
| U.S. Billboard Hot R&B/Hip-Hop Songs | 26             |
| U.S. Billboard Rhythmic Top 40       | 5              |
| U.S. Billboard Radio Songs           | 52             |